# Plan Rehn-Meidner

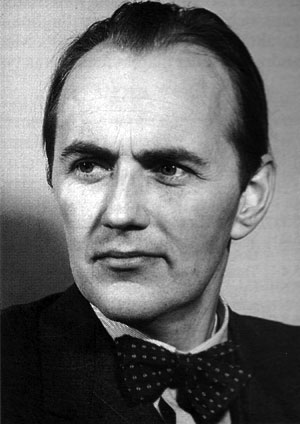
Gösta Rehn en 1955

El Plan Rehn-Meidner es un modelo de política económica y salarial desarrollado en 1951 por dos economistas que trabajaron en la Confederación de Sindicatos Suecos, Gösta Rehn y Rudolf Meidner. Los cuatro objetivos principales para ser conseguidos era:
- Inflación baja
- Pleno empleo.
- Crecimiento alto.
- Igualdad de ingresos.

El modelo se baso en una interacción entre política fiscal keynesiana, crecimiento del salario real y políticas activas de empleo, qué se lograría con una intervención del Estado en la economía. Fue aplicado en Suecia en parte gracias al poder del movimiento obrero, materializado en los sindicatos y en el Partido Socialdemócrata, la aceptación del capital y los empresarios. 
El propósito era mantener e incrementar la demanda efectiva de los consumidores a través del gasto público y la con un expansivo estado de bienestar que a través del gasto público mantenía la demanda efectiva basada en la estabilidad laboral y de capital.
Los sindicatos exigían aumentos de salariales conforme al crecimiento de la productividad, de tal modo que no generaran inflación. Los impuestos progresivos sirvieron para fortalecer el estado de bienestar sueco.

## Fondo de trabajadores
El concepto de «democracia económica» se materializó en la propuesta Löntagarfonderna, que pedía a todas las compañías por encima de cierto tamaño emitir participaciones accionarias nuevas a trabajadores para redistribuir la riqueza creada por la compañía. Más detalladamente, la propuesta estuvo basada en cuatro medidas:
- Todas aquellas empresas con más de cincuenta empleados estarían obligadas a emitir cada año acciones nuevas por un importe del 20 % de sus beneficios brutos anuales.
- Dichas acciones serían propiedad de los sindicatos locales mientras no llegaran a copar más de la quinta parte del capital total de la empresa. En caso de superar ese porcentaje, las acciones pasarían a un fondo de inversión gestionado conjuntamente por representantes de los trabajadores y los empresarios.
- Las nuevas acciones emitidas, que no podrían venderse, pasarían a formar parte de la red de fondos de inversión de los asalariados.
- Las ganancias obtenidas a través de las acciones —dividendos— serían reinvertidas en títulos de la propia empresa o utilizados para financiar programas de formación en gestión para los empleados.

Esta propuesta no fue plenamente implementada debido a cambios en el gobierno sueco y la oposición frontal de los empresarios.

## Fuera de Suecia
Partes del Modelo Rehn-Meidner fueron utilizadas en otros países occidentales durante la edad de oro del capitalismo. Sin embargo, sólo en Suecia es donde este modelo tuvo sus mayores y mejores impactos en la vida económica, política y social de sus habitantes. 